# Steigbügel (Heraldik)

Steigbügel im Wappen von Szczucin

Der Steigbügel, ältere Bezeichnung Stegreif, ist in der Heraldik eine gemeine Figur. Er gehört zum Zaum- und Sattelzeug von Reittieren und wird selten im Wappen verwendet. Häufiger sind Wappen mit Sattel und Steigbügel oder gesattelte Pferde, wo diese Wappenfigur mitverwendet wird. Bei der Einzeldarstellung wird gelegentlich die Form des Steigbügels hervorgehoben und sollte dann auch genauer in der Wappenbeschreibung berücksichtigt werden. So wird in moderner Darstellung die dreieckige Form bevorzugt. Andere Wappendarstellung ist die abgerundete polnische oder saraszenische Form.
Das Wappen des Adelsgeschlechtes von Schwansbell im 16. Jahrhundert zeigt drei Steigbügel in silbernen Schild und auf dem Helm einen silbernen und einen schwarzen Adlerflügel.
Bei der Tingierung gilt die heraldische Regel, aber die Metalle Silber und Gold werden bevorzugt.